# Nonagon Infinity
Nonagon Infinity là album phòng thu thứ tám của ban nhạc psychedelic rock Úc King Gizzard & the Lizard Wizard. Album được phát hành thành 29 tháng 5 năm 2016 bởi ATO Records. Nó được dàn dựng để trở thành "một vòng lập vô tận" mà "đĩa nhạc có thể chơi xuôi-ngược-ngược-xuôi mà vẫn không thấy đứt quãng."
Album giành giải album Hard Rock/Heavy Metal hay nhất tại ARIA Music Awards of 2016. Một số người cho rằng ARIA đã xếp sai hạng mục cho Nonagon Infinity.
Cụm từ "nonagon infinity" được nhắc lại trong lời "The Lord of Lightning" trong album Murder of the Universe (2017).

## Tiếp cận
| Đánh giá chuyên môn | Đánh giá chuyên môn |
| Điểm trung bình     | Điểm trung bình     |
| Nguồn               | Đánh giá            |
| ------------------- | ------------------- |
| Metacritic          | 83/100              |
| Nguồn đánh giá      |                     |
| Nguồn               | Đánh giá            |
| AllMusic            | [ 6 ]               |
| Classic Rock        | [ 7 ]               |
| Exclaim!            | 8/10                |
| The Guardian        | [ 9 ]               |
| musicOMH            | [ 10 ]              |
| NME                 | 4/5                 |
| Pitchfork           | 8.0/10              |

Nonagon Infinity nhận được sự khen ngợi từ những nhà phê bình âm nhạc. Trên Metacritic, trên thang điểm 100, album nhận điểm trung bình 83, dựa trên 14 bài đánh giá.
Viết bài cho AllMusic, Tim Sendra ghi rằng sự sáng tạo âm nhạc làm Nonagon Infinity "không chỉ là album hay nhất của họ, mà có lẽ còn là album psych-metal-jazz-prog hay nhất mọi thời".
Đạo diễn Edgar Wright phát biểu rằng đây là một trong những album ông thích nhất, nói rằng "bạn có thể được bỏ qua nếu nghĩ rằng mình chỉ nghe một bản nhạc duy nhất kéo dài, nhưng Chúa ơi nó thật là tuyệt."

## Danh sách nhạc khúc
Tất cả các ca khúc được viết bởi Stu Mackenzie.
| STT              | Nhan đề           | Thời lượng |
| ---------------- | ----------------- | ---------- |
| 1.               | "Robot Stop"      | 5:22       |
| 2.               | "Big Fig Wasp"    | 4:54       |
| 3.               | "Gamma Knife"     | 4:21       |
| 4.               | "People-Vultures" | 4:45       |
| 5.               | "Mr. Beat"        | 4:56       |
| 6.               | "Evil Death Roll" | 7:14       |
| 7.               | "Invisible Face"  | 3:01       |
| 8.               | "Wah Wah"         | 2:54       |
| 9.               | "Road Train"      | 4:18       |
| Tổng thời lượng: | Tổng thời lượng:  | 41:45      |

## Thành phần tham gia
Thành phần tham gia trong Nonagon Infinity lấy từ ghi chú bìa.
King Gizzard & the Lizard Wizard
- Michael Cavanagh – drum kit, conga
- Ambrose Kenny-Smith – harmonica, organ
- Stu Mackenzie – hát, guitar điện, synthesizer, organ, zurna
- Joey Walker – guitar điện, setar, synthesizer
- Cook Craig – guitar điện, synthesizer
- Lucas Skinner – guitar bass
- Eric Moore – drum kit

Sản xuất
- Wayne Gordon – thu âm
- Paul Maybury – thu âm (track 2, 4, 7)
- Michael Badger – thu giọng, phối khí
- Stu Mackenzie – thu giọng phụ trợ, phối khí phụ trợ
- Joe Carra – master
- Jason Galea – bìa đĩa
- Danny Cohen – photography

## Bảng xếp hạng
| Bảng xếp hạng (2016)                  | Vị trí cao nhất |
| ------------------------------------- | --------------- |
| Album Úc (ARIA)                       | 19              |
| Album Bỉ (Ultratop Vlaanderen)        | 152             |
| Album Bỉ (Ultratop Wallonie)          | 92              |
| US Top Heatseekers Albums (Billboard) | 4               |
| US Top Alternative Albums (Billboard) | 14              |
| US Independent Albums (Billboard)     | 16              |
| US Top Rock Albums (Billboard)        | 23              |
| US Top Tastemaker Albums (Billboard)  | 15              |